# Cezary Mrozowicz
Cezary Mrozowicz (ur. 29 lipca 1978 w Aleksandrowie) – polski wioślarz.

## Osiągnięcia
- Mistrzostwa Świata – Zagrzeb 2000 – dwójka bez sternika wagi lekkiej – 6. miejsce[1].
- Mistrzostwa Świata – Lucerna 2001 – czwórka bez sternika wagi lekkiej – 12. miejsce[1].
- Mistrzostwa Świata – Sewilla 2002 – czwórka bez sternika wagi lekkiej – 8. miejsce[1].
- Mistrzostwa Świata – Mediolan 2003 – czwórka bez sternika wagi lekkiej – 12. miejsce[1].
- Mistrzostwa Świata – Banyoles 2004 – dwójka bez sternika wagi lekkiej – 7. miejsce[1].
- Mistrzostwa Świata – Eton 2006 – ósemka wagi lekkiej – 3. miejsce[1].
- Mistrzostwa Świata – Monachium 2007 – ósemka wagi lekkiej – 6. miejsce[1].
- Mistrzostwa Europy – Poznań 2007 – czwórka bez sternika wagi lekkiej – 4. miejsce[1].
- Mistrzostwa Świata – Linz 2008 – ósemka wagi lekkiej – 5. miejsce[1].